# Haigh Point
Der Haigh Point ist eine Landspitze an der Danco-Küste des Grahamlands im Norden der Antarktischen Halbinsel. Sie liegt westlich des Mount Banck und markiert die nördliche Begrenzung der Einfahrt zur Thomas Cove.
Das UK Antarctic Place-Names Committee benannte sie 1985 nach Dorothy Haigh (1905–1988) vom Foreign and Commonwealth Office, in deren Verantwortung die Erstellung von Landkarten für das Komitee lag.